# ニコラ＝クロード・ファブリ・ド・ペーレスク

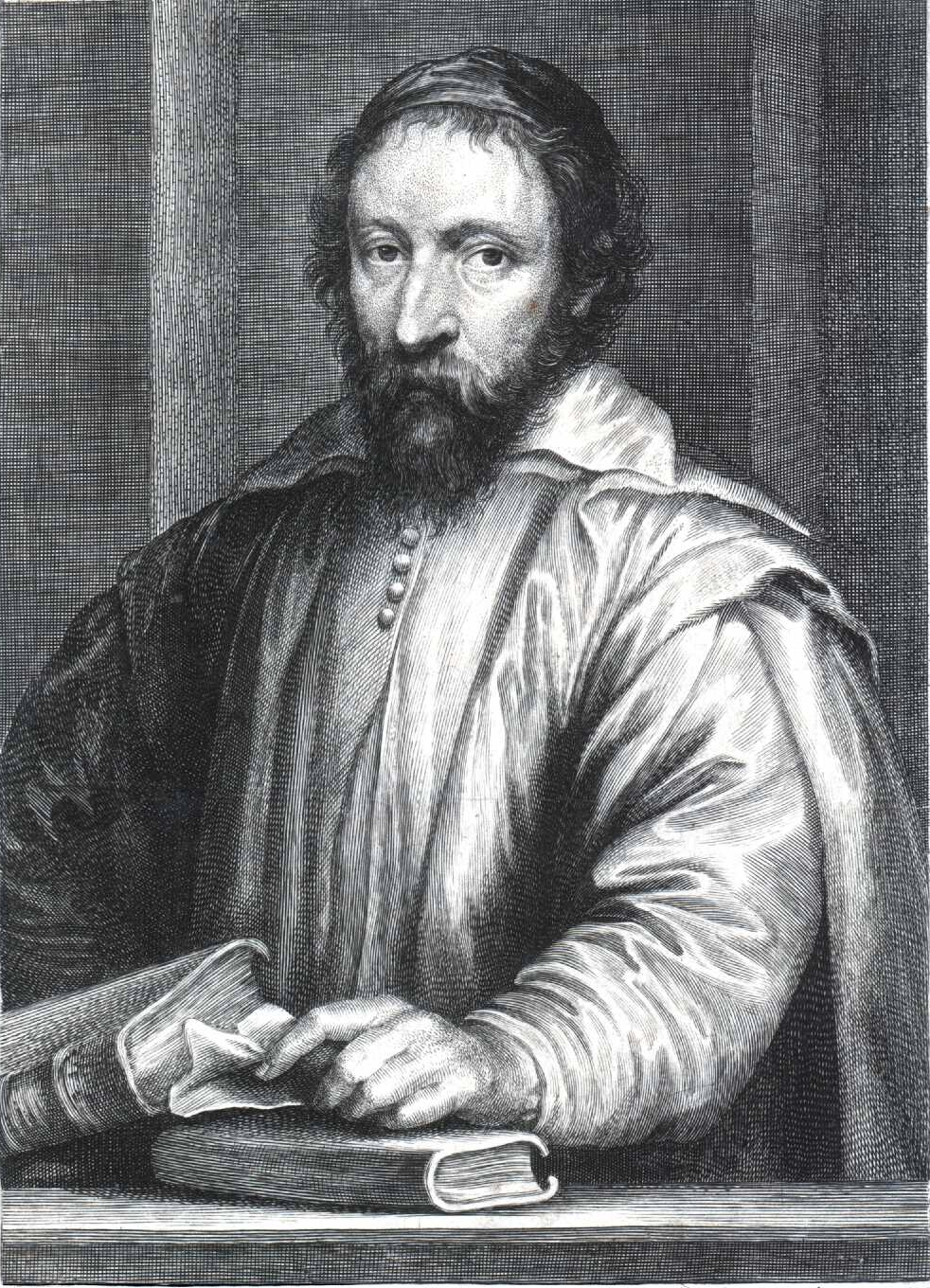
Nicolas-Claude Fabri de Peiresc

ニコラ＝クロード・ファブリ・ド・ペーレスク（Nicolas-Claude Fabri de Peiresc 、1580年12月1日 – 1637年6月24日）は、16世紀のフランスの天文学者・役人である。1611年にオリオン大星雲を発見した。北アフリカを含む、地中海周辺の各地で月食の観測者を組織して、その観測結果から各地の緯度の差を計算し地中海の正確な大きさを求めた。
ベルジャンチエ（Belgentier）の裕福な役人の家系に育った。エクス＝アン＝プロヴァンス、アヴィニョンやトゥルノンのイエズス会の神学校で学んだ。1599年からフランス国内、イタリア、スイスを旅した。最終的に1604年にモンペリエで法律を学んだ。学位をとってエクスに戻り、叔父の仕事を継いでプロヴァンス議会で働き、議会の議長、ギヨーム・デュ・ヴェール(Guillaume du Vair)に仕えた。デュ・ヴェールとともに、1605年から1606年の間パリに旅した。
1610年にデュ・ヴェールが望遠鏡を購入しペーレスクとジョゼフ・ゴーチエ(Joseph Gaultier)が木星の衛星などの天文観測を行った。
1610年にはオリオン大星雲 (M42)を発見したが、この発見は忘れられ、1916年にギヨーム・ビゴルダンによってデュ・ヴェールが発見者であることが見出された。
後にプロヴァンスのエクス高等法院の参事官を務める一方、科学者や芸術家のパトロンになり、化石の研究などを行った。1634年から1637年の間天文学者のピエール・ガッサンディを自宅に同居させた。エクスで没した。
1879年から1897年には、フィリップ・タミゼー・ド・ラロックによって全21集の往復書簡集が出版された。そのうち、セザール・ド・ノートルダムとの往復書簡（第2集）などは、ガリカで公開されている。